# Ina Isings
Clasina Isings (15 febrer de 1919 – 3 setembre de 2018) va ser una professora holandesa d'arqueologia clàssica. Entre 1961 i 1995, dirigí la col·lecció de la Societat Provincial d'Utrecht d'Arts i Ciències (PUG). Nasqué a Soest, Països Baixos. També va treballar en la Universitat d'Utrecht.
Va morir a Bilthoven, Holanda, el 3 de setembre de 2018 a l'edat de 99 anys.